# Таня Шевченко
Таня Шевченко (нім. Tanja Szewczenko; 26 липня 1977, Дюссельдорф) — німецька фігуристка, що виступала в одиночному розряді. Неодноразова призерка міжнародних змагань з фігурного катання, триразова чемпіонка Німеччини. Наразі модель, акторка і телеведуча.
Прізвище Шевченко успадковане від батька-українця, ім'я Таня не свідчить про слов'янські корені: в кінці 1970-х воно було популярне в Німеччині. Мати — російська німкеня Віра Кюке (нім. Vera Küke).

## Біографія
Таня виросла в небагатій родині, її вихованням займалася здебільшого бабуся. Фігурним катанням почала займатися з чотирирічного віку. В тринадцять років почала виступати на дорослих чемпіонатах Німеччини. До того часу вона тренувалася у земельному центрі олімпійської підготовки в Дортмунді, у досвідченого тренера Петера Маєра. Найвдалішим був для Тані сезон 1994 року: чемпіонка Німеччини, шосте місце на Олімпіаді в Ліллехаммері й бронзова медаль на першості світу в Японії.
Завдяки своїм досягненням Таня Шевченко стала досить відома і почала брати активну участь у телешоу. Змінила тренера на Петера Йонаса і переїхала в федеральний центр олімпійської підготовки фігуристів Оберстдорф. Через травми та хвороби не виходила на лід понад 19 місяців.
До осені 1997 року повернулася у великий спорт. Вона виграла два етапи серії ІСУ в Німеччині та Японії та, показавши кращу довільну програму у своїй кар'єрі, стала другою на фінальному турнірі серії в Мюнхені. На першості Європи 1998 року в Мілані вона домоглася бронзової медалі, що називається, на останньому диханні. На Олімпіаді в Нагано не виступила через грип, на чемпіонаті світу в Міннеаполісі посіла дев'яте місце.
У 1999 і 2007 роках знялася для німецького видання журналу «Плейбой» (квітневий і березневий номери, відповідно).
У 2000 році завершила спортивну кар'єру. З 2002 по 2005 роки знімалася в мильній опері «Між нами», з 2006 по 2009 роки — у серіалі «Все, що має значення».
У 2003 році виступала в телешоу «Бокс знаменитостей».

## Особисте життя
25 лютого 2011 року народила від цивільного чоловіка, німецького фігуриста Нормана Єшке, доньку Йону, а у квітні 2021 року — синів-близнят Лео і Луїса.

## Спортивні досягнення
| Змагання/Сезон                 | 1992-1993 | 1993-1994 | 1994-1995 | 1995-1996 | 1997-1998 | 1998-1999 | 1999-2000 |
| Зимові Олімпійські ігри        | 6         |           |           |           |           |           |           |
| Чемпіонати світу               | 7         | 3         | 6         | 9         |           |           |           |
| Чемпіонати Європи              | 4         | 5         | 4         | 5         | 3         | WD        |           |
| Чемпіонати світу серед юніорів | 3         |           |           |           |           |           |           |
| Чемпіонати Німеччини           | 3         | 1         | 1         | 2         | 1         | 2         | 3         |
| Фінали чемпіонської серії      | 2         |           |           |           |           |           |           |
| Nations Cup                    | 4         | 1         |           |           |           |           |           |
| NHK Trophy                     | 1         |           |           |           |           |           |           |

- WD = знялася зі змагань